# Garfield Heights
Garfield Heights és una població dels Estats Units a l'estat d'Ohio. Segons el cens del 2000 tenia 30.734 habitants.

## Demografia
Segons el cens del 2000, Garfield Heights tenia 30.734 habitants, 12.452 habitatges, i 8.205 famílies. La densitat de població era de 1.641,3 habitants/km².
Dels 12.452 habitatges en un 28,9% hi vivien nens de menys de 18 anys, en un 46,5% hi vivien parelles casades, en un 15,3% dones solteres, i en un 34,1% no eren unitats familiars. En el 30% dels habitatges hi vivien persones soles el 14,4% de les quals corresponia a persones de 65 anys o més que vivien soles. El nombre mitjà de persones vivint en cada habitatge era de 2,43 i el nombre mitjà de persones que vivien en cada família era de 3,04.
Per edats la població es repartia de la següent manera: un 24,1% tenia menys de 18 anys, un 7,3% entre 18 i 24, un 29,3% entre 25 i 44, un 20,7% de 45 a 60 i un 18,6% 65 anys o més.
L'edat mediana era de 38 anys. Per cada 100 dones de 18 o més anys hi havia 82,4 homes.
La renda mediana per habitatge era de 39.278 $ i la renda mediana per família de 47.557 $. Els homes tenien una renda mediana de 35.435 $ mentre que les dones 26.472 $. La renda per capita de la població era de 18.988 $. Aproximadament el 6% de les famílies i el 8,5% de la població estaven per davall del llindar de pobresa.

## Poblacions més properes
El següent diagrama mostra les poblacions més properes.